# Claudio Marcatoma Ccahuana
Claudio Marcatoma Ccahuana (Pichirhua, Apurímac, 12 de agosto de 1953-Lima, 26 de febrero de 2021) fue un político peruano. Alcalde distrital de Punta Negra desde 2020 hasta su fallecimiento en febrero de 2021.

## Biografía
Nació en el distrito de Pichirhua, provincia de Abancay, departamento de Apurímac, el 12 de agosto de 1953. No culminó sus estudios secundarios ni contó con estudios superiores. Miembro del Partido Popular Cristiano, su primera participación política se dio en las elecciones municipales de 1998 en las que postuló como candidato del Frente Nuevo Punta Negra a una rediguría del distrito de Punta Negra sin obtener la elección. En las elecciones municipales del 2018 fue candidato a teniente alcalde de ese distrito en la lista del Partido Popular Cristiano junto al candidato a alcalde José Delgado Heredia obteniendo la elección.
El 5 de febrero de 2020, el alcalde Delgado Heredia fue detenido y encarcelado junto a otros 10 funcionarios del municipio de Punta Negra en el marco de una investigación en su contra por ser el líder de la organización criminal "La Jauría del Sur" dedicada al tráfico de terrenos. A raíz de esta captura, se dispuso su suspensión del cargo de alcalde y se dispuso que Marcatoma, en su calidad de teniente alcalde, asuma la alcaldía distrital de Punta Negra.
Falleció la noche del 26 de febrero de 2021 a los 67 años de edad por COVID-19 en el hospital de Villa El Salvador donde había sido internado el 15 de febrero anterior. El 23 de febrero había fallecido su esposa Serafina Cuya también a causa de esa enfermedad.